# Контеса Дора
Контеса Дора је хрватски филм из 1993. године награђен Златном ареном.

## Радња
Карло Армано кабаретски забављач и зањубљеник у филм, у Загребу упознаје грофицу Дору Пејачевић, композиторку и ћерку бившег хрватског бана Теодора Пејачевића. Њих се двоје зближавају, а након неког времена Карло посећује Дору на њеном поседу, надајући се да ће поред љубавне наклоности контесе, у кругу хрватских великаша наћи и мецену за своје планиране филмске подухвате.

## Улоге
| Глумац          | Улога            |
| --------------- | ---------------- |
| Алма Прица      | Дора             |
| Раде Шербеџија  | Карло Армано     |
| Ирина Алфјорова | Сидонија Надерни |
| Реља Башић      | Кршњави          |
| Божидар Бобан   | Хуго             |
| Хелена Буљан    | Диди             |
| Елиза Грнер     | газдарица        |
| Иво Грегуревић  |                  |

## Награде
На Фестивалу у Пули филм Контеса Дора награђен је Златним аренама за најбољи филм, сценарио, главну женску улогу и музику.